# カナダ自治領

カナダ自治領
Dominion of Canada (英語)
Dominion du Canada (フランス語)

(ニューファンドランド併合以降)

カナダ自治領 (カナダじちりょう、英語: Dominion of Canada、フランス語: Dominion du Canada) とは、現在のカナダを領域として、かつて存在したイギリスの自治領であり、1867年7月1日に発効したイギリス領北アメリカ法によって成立したドミニオン (Dominion) 。1982年の1982年憲法制定により現在の体制となった。

## 歴史

### 成立
1867年以前、カナダはイギリス領アメリカとして属していたが、1867年以降は英領北アメリカ法によってオンタリオ州、ケベック州、ニューブランズウィック州、ノバスコシア州の4つの州で構成されるカナダ自治領と成った。

### 第一次世界大戦
1914年からの第一次世界大戦ではイギリス本国の参戦に伴い、イギリスと同じ協商国側で参戦、欧州へ派兵を行った。1919年、戦争は協商側の勝利で終わった。また、カナダは翌年に発足した国際連盟に本国とは個別に加盟し、原加盟国となった。

### ウェストミンスター憲章
1931年、ウェストミンスター憲章が制定され、同法によってカナダなどの自治領に対し外交権が与えられた他、制限されていた立法権についてはイギリスに要請しない限り、イギリス議会は立法権を制限しないとされたなど、イギリスの干渉を受けずに外交、内政、軍事等を行えるようになり、より高度な自治権が認められた。

成立以降の州・準州の拡大

### 第二次世界大戦
1939年から始まった二度目の大戦である第二次世界大戦にも再びイギリスと同じ連合国側として参戦し、欧州へ派兵した。1941年からは日本からの宣戦布告に伴い太平洋戦線においても戦争を行った。1945年に第二次世界大戦は連合国の勝利で終戦し、戦後に設立された国際連合ではカナダは国際連盟と同じく原加盟国になった。

### 冷戦
戦後に始まった冷戦ではアメリカの率いる西側諸国の一部として、ソビエト連邦の率いる東側諸国と対峙した。また、北大西洋条約機構 (NATO) の原加盟国である。

### "自治領"の呼称終了
ルイス・セントローラント(英語版)首相 (当時) の時代では「ドミニオン」 ( Dominion ) は公式の名称や声明からは使用されなくなり、「連邦」に置き換えられた。セントローラント政府は1951年にカナダの法令の中で「ドミニオン」を使う慣習を終えた。

### 1982年憲法制定
1982年4月17日に発効した1982年憲法により完全な独立への政治プロセスが完了し、カナダ自治領は正式に独立し、現在のカナダとなった。